# Ciutat metropolitana de Càller
La Ciutat metropolitana de Càller (en italià Città metropolitana di Cagliari) és una ciutat metropolitana de la regió autònoma de Sardenya a Itàlia. La seva capital és Càller.
Té una àrea de 1.248 km², i una població total de 431.642 Hab. (2016) Hi ha 17 municipis a la ciutat metropolitana.
Es va crear al 2016 per substituir part de l'antiga província de Càller.